# Blond (schwedische Band)
Blond waren eine schwedische Boygroup. Die Mitglieder waren Jonas Karlhager, Gabriel Forss und Patrik Lundström.

## Hintergrund
Sie gewannen den Melodifestivalen 1997, den schwedischen Vorentscheid zum Eurovision Song Contest mit dem Popsong Bara hon älskar mig (dt.: Wenn sie mich nur lieben würde) und durften daher beim Eurovision Song Contest 1997 in Dublin für ihr Heimatland Schweden antreten. Sie erreichten den 14. Platz.

## Diskografie

### Alben
- 1997: Blond

### Singles
- 1997: Bara hon älskar mig
- 1997: Hon har allt
- 1997: I en luftballong